# Vengeance 2004
Vengeance 2004 è stata la quarta edizione dell'omonimo pay-per-view prodotto dalla World Wrestling Entertainment. L'evento, esclusivo del roster di Raw, si è svolto l'11 luglio 2004 al Hartford Civic Center di Hartford. La colonna sonora è stata Hate dei Drowning Pool.
L'incontro principale dell'evento fu per il World Heavyweight Championship tra il campione Chris Benoit e lo sfidante Triple H. Il match predominante della card, fu per l'Intercontinental Championship tra il campione Randy Orton e Edge. Gli incontri predominanti dell'undercard furono Matt Hardy contro Kane in un No Disqualification match e Batista contro Chris Jericho.
L'evento incassò 370.000 dollari, grazie ai 7.000 biglietti venduti.

## Storyline
La rivalità principale dell'evento fu per il World Heavyweight Championship tra il campione Chris Benoit e Triple H. Il 25 gennaio alla Royal Rumble, Benoit vinse l'omonimo incontro, ottenendo un'opportunità titolata contro Triple H a WrestleMania XX. A WrestleMania XX, Benoit sconfisse il campione Triple H e Shawn Michaels in un Triple Threat match, vincendo il World Heavyweight Championship. A Backlash, Benoit difese con successo il World Heavyweight Championship in un altro Triple Threat match contro Triple H e Shawn Michaels. Dopo Backlash, Benoit ebbe una piccola rivalità con Kane, mentre Michaels e Triple H conclusero la loro faida a Bad Blood. Dopo Bad Blood, Triple H chiese un match per il World Heavyweight Championship, che venne accolto dall'allora general manager di Raw, Eric Bischoff, ma a patto che Triple H avesse sconfitto Eugene, nipote di Bischoff. Nella puntata di Raw del 21 giugno, Triple H tentò di colpire Eugene con una sedia, per ordine di Bischoff, ma Benoit salvò Eugene. Tuttavia, Benoit colpì accidentalmente Eugene con una sedia, permettendo a Triple H di colpirlo con il Pedigree. La settimana seguente, Triple H offrì a Eugene di entrare nell'Evolution come membro onorario, causando le ire di William Regal che ebbe un confronto con Triple H. Più tardi, Triple H sconfisse Regal per squalifica, a causa dell'attacco di Eugene a Regal, che svolse il ruolo di arbitro speciale dell'incontro.
Un'altra rivalità predominante fu quella per l'Intercontinental Championship tra il campione Randy Orton e lo sfidante Edge. Dopo essere tornato dall'infortunio, Edge dichiarò di voler mettere fuorigioco l'Evolution. Iniziò a affrontare l'Evolution insieme a Chris Jericho e Chris Benoit in un six-tag team elimination match il 14 giugno a Raw. Due settimane più tardi, Edge e Chris Jericho sconfissero Batista e Randy Orton in un tag team match.
Uno degli incontri principale dell'undercard fu il No Disqualification match tra Matt Hardy e Kane. Nella puntata di Raw del 17 maggio, Kane attaccò Hardy, per poi essere fermato da Lita. Nella puntata di Raw del 21 giugno, Matt Hardy si propose a Lita, Kane rivelò che Lita era incinta di suo figlio e non del figlio di Hardy. La settimana seguente, Hardy attaccò Kane, per poi essere bannato dall'arena per ordine di Eric Bischoff. Nella stessa sera, Kane perse contro Benoit in un match valido per il World Heavyweight Championship, e Lita attaccò Kane nel tentativo di farsi colpire con una Chokeslam, per perdere il figlio, che Kane rifiutò. La settimana successiva, Hardy attaccò Kane ancora una volta, e venne indetto un No Disqualification match tra i due a Vengeance.
L'altro incontro principale dell'Undercard, fu tra Batista e Chris Jericho. La rivalità tra i due iniziò il 14 giugno a Raw, quando Jericho eliminò Batista durante un six-man tag team elimination match. Due settimane più tardi, Jericho schienò Batista in un tag team match, mentre la settimana successiva, Batista costò a Jericho il titolo intercontinentale contro Orton.

## Evento

### Match preliminari
Prima della messa in onda dell'evento, Tyson Tomko sconfisse Val Venis a Heat.
Il primo match vide la coppia formata da Tajiri e Rhyno contro quella formata da Garrison Cade e Jonathan Coachman. Rhyno eseguì una Gore su Cade, mentre Tajiri colpì Coachman con un roundhouse kick ed effettuò lo schienamento vincente.
Il secondo match fu tra Batista e Chris Jericho. Batista si portò subito in vantaggio e mise Jericho in una choke hold. Jericho contrattaccò la mossa in una Walls of Jericho. Batista eseguì la Batista Bomb e schienò Jericho per vincere il match.
Il match seguente fu il TagTeam match valevole per il World Tag Team Championship tra la coppia formata da Eugene e Ric Flair e la coppia campione La Résistance (Robért Conway e Sylvain Grenier). Il match iniziò con Eugene che imitò le gesta di Flair per fare arrabbiare La Résistance che prese il controllo del match. Eugene venne squalificato dopo aver spinto l'arbitro e La Résistance mantenne il titolo. Dopo il match, Eugene attaccò i membri de La Résistance.
Il match successivo fu il No Disqualification match tra Kane e Matt Hardy. Il match iniziò fuori dal ring e Kane si portò in vantaggio ma Hardy lo colpì con un monitor. Hardy tentò di eseguire la Twist of Fate sopra il tavolo dei commentatori ma Kane contrattaccò spingendo Hardy verso una transenna vicina alla sicurezza. Kane prese i gradoni d'acciaio ma venne distratto da Lita, la quale permise a Hardy di colpirlo con una sedia d'acciaio per vincere il match.
Il match che seguì fu quello valido per l'Intercontinental Championship tra il campione Randy Orton e lo sfidante Edge. Il match iniziò con Edge in controllo della contesa. Orton tentò di eseguire un'RKO che Edge contrattaccò spingendo Orton verso le corde e tentò la Spear, che venne schivata da Orton. Orton tentò ancora una volta di eseguire l'RKO, la quale fu schivata di nuovo e permise a Edge di colpirlo con la Spear e vincere il titolo.
Il sesto match fu tra Victoria e Molly Holly per determinare la prima sfidante al Women's Championship. Nel finale, Victoria colpì la Holly con un superkick e vinse il match.

### Match principali
Il main event fu quello per il World Heavyweight Championship tra il campione Chris Benoit e Triple H. Durante l'incontro, Benoit colpì inavvertitamente l'arbitro. Triple H eseguì il Pedigree su Benoit, ma l'arbitro non fu in grado di contare lo schienamento. Triple H chiamò poi Eugene, e gli disse di prendere una sedia d'acciaio. Benoit attaccò Triple H e colpì Eugene che era nell'apron ring. Triple H colpì Benoit con un colpo basso e prese la sedia, con la quale cercò di attaccarlo ma Eugene lo fermò e ciò portò Triple H a attaccarlo. Eugene colpì inavvertitamente Triple H con la sedia. Benoit schienò Triple H con un roll-up e mantenne il titolo.

## Conseguenze
La notte seguente a Raw, Eugene si scusò con l'Evolution e Triple H gli disse di andare a vedere Eric Bischoff. Bischoff organizzò un match tra Chris Benoit e Eugene più tardi nella stessa sera per il World Heavyweight Championship. Verso la fine del match, l'Evolution interferì e attaccò Eugene e Benoit. William Regal cercò di aiutare Eugene, ma fu fermato dall'Evolution. La rivalità tra Triple H e Eugene continuò fino a SummerSlam, dove Triple H sconfisse Eugene.
Nella puntata di Raw del 26 luglio, Randy Orton vinse una battle royal a 20 uomini dopo aver eliminato per ultimo Chris Jericho e divenne il primo sfidante per il World Heavyweight Championship a SummerSlam. All'evento, Orton sconfisse Benoit e vinse il World Heavyweight Championship. Nella puntata di Raw del 16 agosto, Orton sconfisse Benoit nella rivincita per il World Heavyweight Championship. Dopo il match, l'Evolution attaccò Orton e Triple H disse che Orton non era niente senza l'Evolution. Nella puntata di Raw del 23 agosto, Triple H disse a Orton di restituirgli il titolo o ne avrebbe pagato le conseguenze. Orton rifiutò e sputò nel volto di Triple H e lo colpì con il titolo. Il general manager Eric Bischoff annunciò un match tra Orton e Triple H per Unforgiven. A Unforgiven, Orton perse il titolo dopo essere stato schienato da Triple H.

## Risultati
| #    | Incontri                                                           | Stipulazioni                                                               | Durata |
| ---- | ------------------------------------------------------------------ | -------------------------------------------------------------------------- | ------ |
| Heat | Tyson Tomko (con Trish Stratus) ha sconfitto Val Venis (con Nidia) | Single match                                                               | 02:52  |
| 1    | Rhyno e Tajiri hanno sconfitto Garrison Cade e Jonathan Coachman   | Tag team match                                                             | 07:30  |
| 2    | Batista ha sconfitto Chris Jericho                                 | Single match                                                               | 12:19  |
| 3    | La Résistance (c) ha sconfitto Eugene e Ric Flair per squalifica   | Tag team match per il World Tag Team Championship                          | 12:30  |
| 4    | Matt Hardy ha sconfitto Kane                                       | No disqualification match                                                  | 10:34  |
| 5    | Edge ha sconfitto Randy Orton (c)                                  | Single match per il WWE Intercontinental Championship                      | 26:36  |
| 6    | Victoria ha sconfitto Molly Holly                                  | Single match per determinare la prima sfidante al WWE Women's Championship | 06:22  |
| 7    | Chris Benoit (c) ha sconfitto Triple H                             | Single match per il World Heavyweight Championship                         | 29:06  |